# Загибель 31 відділу
«Загибель 31-го відділу» — радянський двосерійний художній телефільм естонського режисера Пеетера Урблі, знятий у 1980 році кіностудією «Талліннфільм». Прем'єра відбулася на радянському телебаченні 13 червня 1980 року. Сценарій фільму був написаний за романом шведського письменника Пера Вальо «Вбивство на 31-му поверсі» 1964 року.

## Сюжет
У неназваній країні керівництво найбільшого медіаконцерну отримує анонімний лист, імовірно від терористів, в якому говориться, що в головній будівлі концерну — «Будинку преси», закладена бомба, яка скоро вибухне. Керівництво концерну віддає наказ про евакуацію «Будинку преси», і звертається в поліцію. Інспектор поліції Йєнсен командує евакуацією всієї будівлі. Вибуху не відбувається, але концерн зазнав великих фінансових збитків через простій в роботі засобів масової інформації, які перебувають в будівлі, і його голова вимагає від поліції провести розслідування, і знайти зловмисників, що відправили лист. Про ситуацію із загрозою вибуху не повідомляється громадськості. Начальник поліції доручає інспектору Йєнсену провести розслідування в найкоротші терміни. Той починає слідство, але зауважує, що за ним ведеться стеження. Крім виявленого стеження він з подивом дізнається, що в концерні існує спеціальний секретний відділ, який невідомо чим займається, про існування якого було відомо лише деяким людям, розташований на 31 поверсі будівлі. Службовців цього відділу наказом керівництва концерну було заборонено евакуювати під час загрози вибуху. Поступово Йєнсен виявляє шість підозрюваних у злочині. Допити підозрюваних незабаром призводять до зізнання одного з них в тому, що це він автор листа з погрозами, і слідство наближається до фіналу, але передбачуваний винуватець раптово гине в камері для затриманих. Результатом подальшого розслідування стає висновок Йєнсена про те, що існують і інші загрози, і не тільки для концерну, але й для суспільства в цілому.

## У ролях
| Актор                | Роль                                                         |
| -------------------- | ------------------------------------------------------------ |
| Лембіт Ульфсак       | інспектор поліції Йєнсен (роль озвучив Олександр Дем'яненко) |
| Іван Краско          | начальник поліції                                            |
| Хейно Мандрі         | перший директор концерну (роль озвучив Ігор Ефімов)          |
| Енн Клоорен          | доктор                                                       |
| Омар Волмер          | голова концерну                                              |
| Аго Роо              | видавець                                                     |
| Маргус Туулінг       | державний секретар                                           |
| Ейно Баскін          | Рафаел Кранк                                                 |
| Аарне Юкскюла        | Гуннар Бліндт                                                |
| Юрі Ярвет            | Карл Бреннер (роль озвучив Олексій Кожевников)               |
| Яан Руус             | Ян Шмідт                                                     |
| Аліс Тальвік         | Енн Холлман                                                  |
| Анніка Тинурі        | Джулія Квалхейм (роль озвучила Любов Віролайнен)             |
| Юрі Ярвет (молодший) | Бен Готтліб                                                  |
| Марія Кльонська      | брюнетка                                                     |
| Альдо Таммсаар       | Рольф                                                        |
| Велло Янсон          | сержант                                                      |
| Ріт Паавел           | Марта                                                        |
| Фред Раудберг        | службовець типографії                                        |
| Анне Тайтсер         | дівчина на віллі Кранка                                      |
| Ільмар Оялоо         | охоронник                                                    |
| Мартін Вейнманн      | оглядач                                                      |
| Матті Міліус         | трубач                                                       |
| Пеетер Сімм          | поліцейський                                                 |
| Кайє Міхкельсон      | дівчина в поліцейському відділі                              |
| Маре Гаршнек         | секретар                                                     |
| Марьє Таска          | секретар                                                     |
| Ханс Калдойя         | чоловік з мікрофоном                                         |

## Знімальна група
- Автор сценарію — Пеетер Урбла
- Режисер-постановник — Пеетер Урбла
- Оператор-постановник — Валерій Блінов
- Художник-постановник — Андо Кесккюла
- Композитор — Рейн Раннап
- Звукооператор — Каді Мююр
- Режисер — Меєрі Кресс
- Другий режисер — Айрі Касера
- Другий оператор — Рейн Калмус
- Помічник оператора — Рейн Пруул
- Монтаж — Мар'ю Юхкум
- Звукорежисер — Хенн Еллер
- Художник-гример — Марі-Анн Тоовер
- Художник-костюмер — Меєліс Вулп
- Головний художник-декоратор — Хелв Халла
- Комбіновані зйомки — Татяна Путник (оператор)
- Консультант — Юрі Мююр
- Редактор сценарію — Тоомас Раудам
- Редактор російського синхронного тексту — Борис Пустинцев
- Автор діалогів російською мовою — Борис Пустинцев
- Фотограф — Оті Васемаа
- Головний освітлювач — Енн Лаатс
- Режисерська група — Тійна Явеєр (помічник режисера), Айрі Касера (перший помічник режисера),
- Асистенти художника — Елла Руїсо
- Адміністративна група — Ілля Когерман (заступник директора), Валерій Петльований (старший адміністратор)
- Директор картини — Вероніка Бобоссова